# Paus Eleuterus
Eleuterus of Eleutherius (Nicopolis (Epirus), geboortedatum onbekend - Rome, ca. 189) was de dertiende paus van de Katholieke Kerk. Hij was paus van ongeveer 175 tot ongeveer 189. Het Vaticaan geeft aan 171 of 177 tot 185 of 193.
Eleuterus werd geboren in Nicopolis in Epirus. Het Liber Pontificalis beweert dat hij correspondeerde met de Britse koning Lucius, die bekeerd wilde worden tot het christendom. Historici trekken dit verhaal in twijfel, er is weinig bewijs voor deze stelling.
Zijn regeertermijn kenmerkt zich door het proberen te verenigen, of afstoten, van verschillende vormen van het katholicisme. Met name de montanisten, of andere gnostici.
Mogelijkerwijs is Eleuterus martelaar, hij wordt in ieder geval als heilige vereerd. Zijn feestdag is 26 mei.
Cursief: tegenpaus